# Église Notre-Dame de Montmorillon
 (juin 2024).
Si vous disposez d'ouvrages ou d'articles de référence ou si vous connaissez des sites web de qualité traitant du thème abordé ici, merci de compléter l'article en donnant les références utiles à sa vérifiabilité et en les liant à la section « Notes et références ».
L'église Notre-Dame est une ancienne collégiale royale du XIIIe siècle. Elle est située à Montmorillon, dans la Vienne.
Elle est devenue église paroissiale au XIXe siècle. En 2018, à la suite d'un effondrement du sol au niveau du mur nord de la nef, l'église est fermée au public. 

## Description
Dominant la rive gauche de la Gartempe, l’église Notre-Dame apparaît dans les textes en 1093; c’est alors une chapelle dont la possession est confirmée à l’abbaye de Saint-Savin.
L’église actuelle présente un plan en croix latine avec un désaxement très marqué de la nef. Construite sur une crypte rachetant la dénivellation du terrain la partie orientale comprend un sanctuaire à travée droite et abside en hémicycle orné, à l’extérieur, de petites arcatures à la base et de grandes arcades retombant sur des contreforts à doubles colonnes. Sur le transept sont greffées deux absidioles. Le décor reste d’une grande sobriété. Cette partie paraît remonter à la fin du XIe siècle.
Les murs latéraux paraissent contemporains de la partie orientale avec laquelle la nef communique latéralement par deux étroits passages dits “berrichons”.
Les quatre travées de la nef reçoivent au début du XIIIe siècle un voûtement[Quoi ?] de type gothique angevin tandis que le berceau brisé et la coupole sur pendentifs sont conservés dans la partie orientale.
Au XIVe siècle ou au début du XVe, la façade est dotée d’un nouveau portail décoré de feuillage et de deux niches. Au cours de la même période - la guerre de Cent Ans -  les parties hautes sont surélevées et fortifiées tandis que sont obturées les baies du mur nord.
L’église est endommagée au XVIe siècle, au cours des guerres de Religion. Un procès-verbal de 1637 la décrit encore comme en très mauvais état. Il faudra plus tard reprendre le clocher et les deux premières travées de la nef.  
L'église a la particularité de n'avoir de fenêtres que sur un côté. Les fenêtres sur l'autre côté ont été obturées lors des guerres de religion car elles étaient les plus difficiles à défendre.
Le XIXe siècle restaure les voûtes de la nef, enduits et peintures et ajoute une chapelle au sud de la nef en 1877.
L'édifice est classé aux monuments historiques depuis 1862.
En 2018, à la suite d'un effondrement du sol au niveau du mur nord de la nef, l'église Notre-Dame est fermée au public ,.

## Galerie d'images

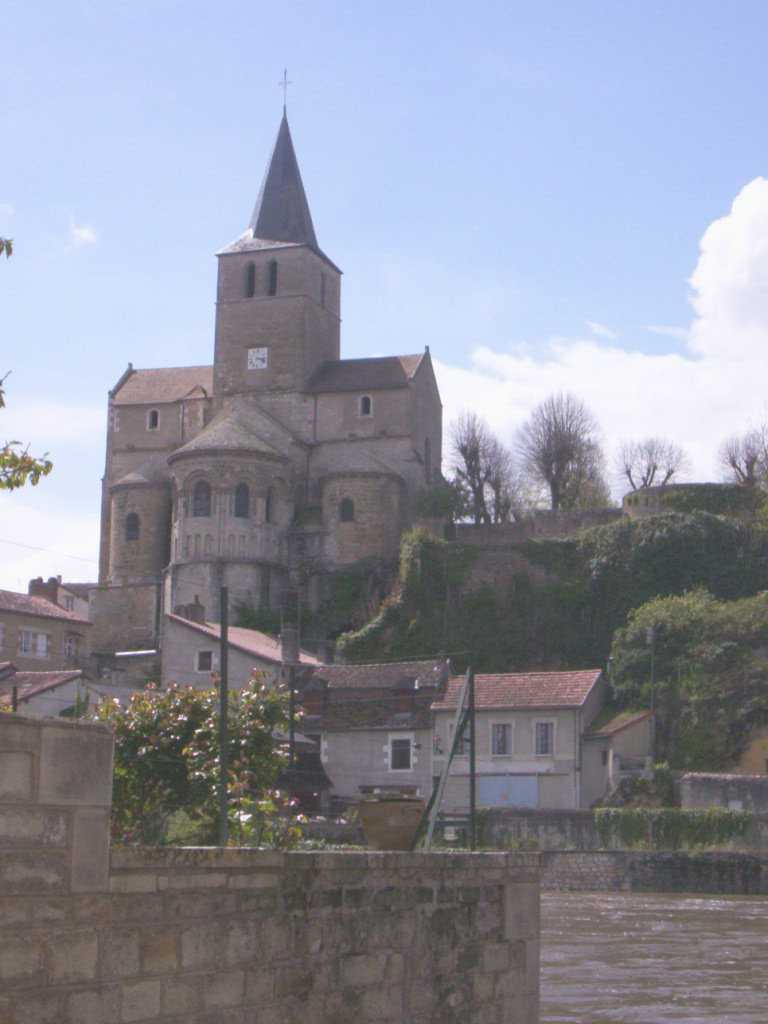
Autre vue
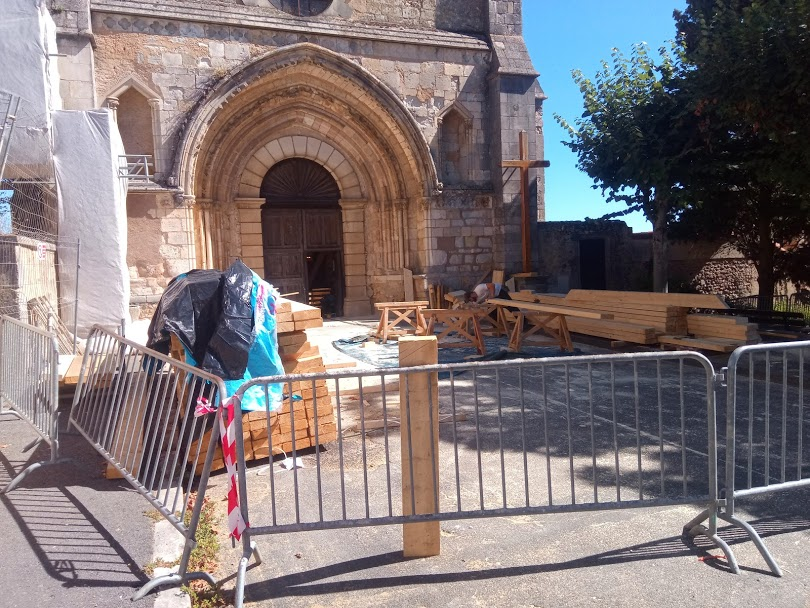
La façade 2019
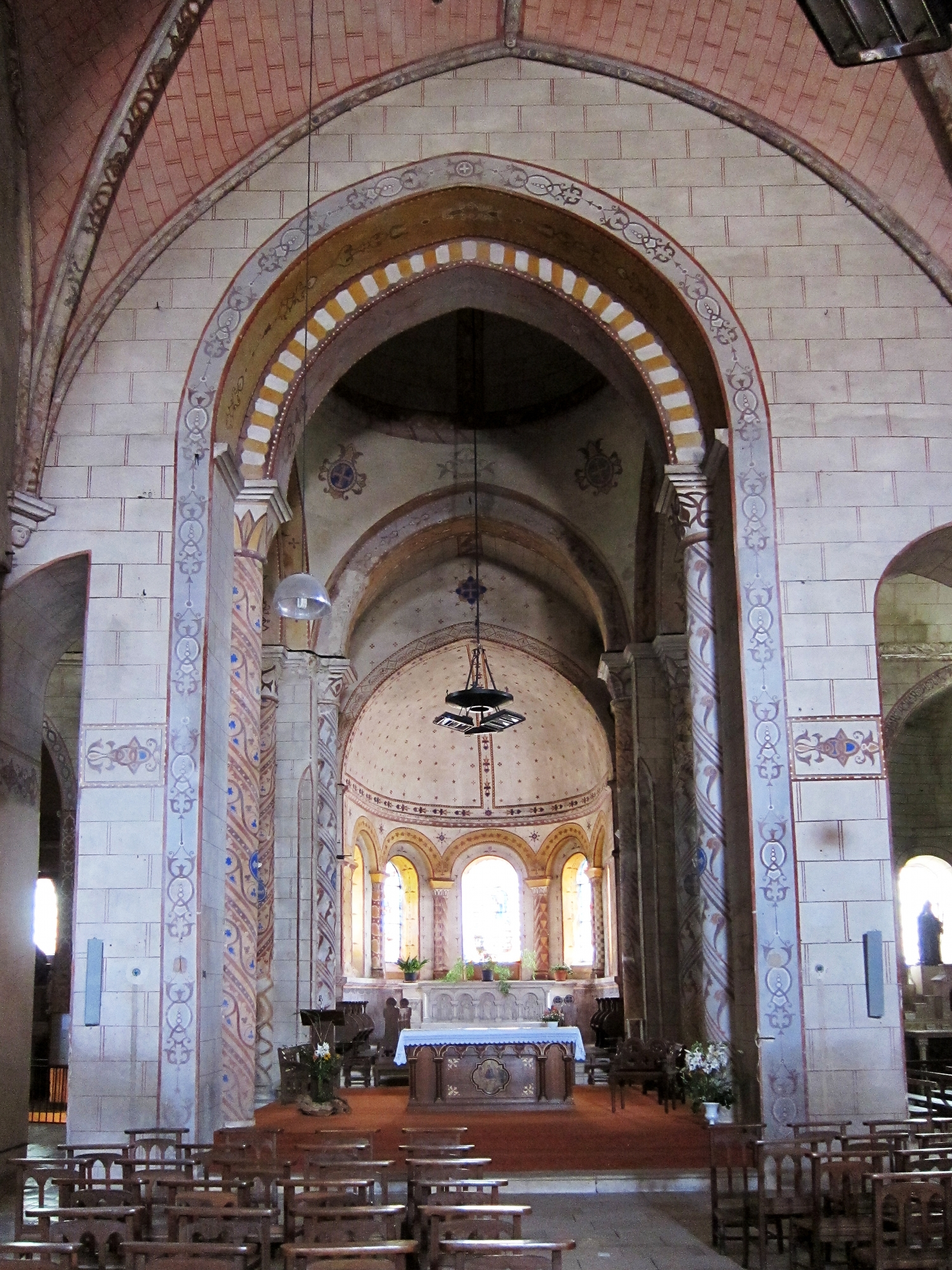
Le chœur
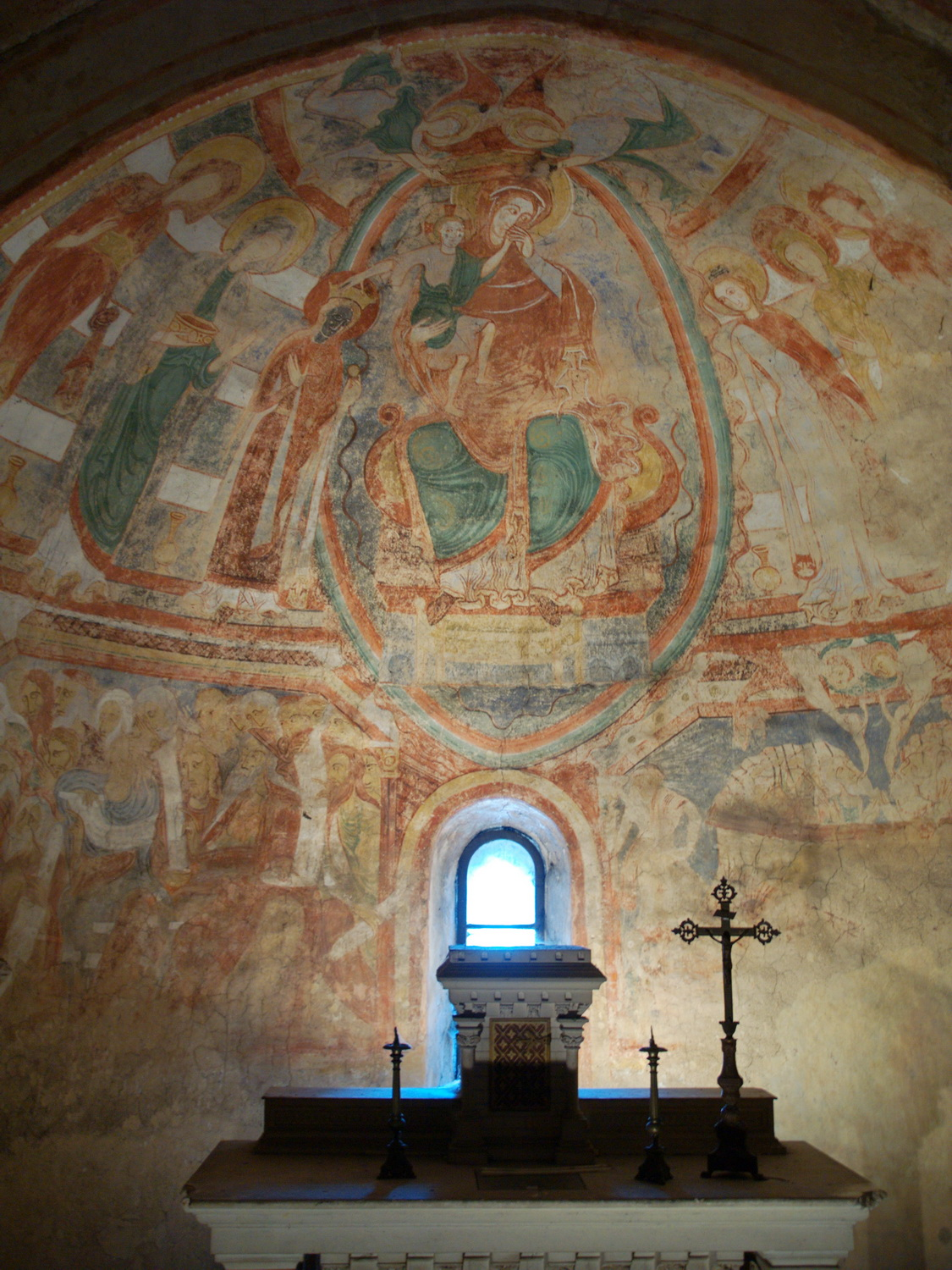
La crypte Sainte-Catherine